# Samstag im Paradies
Das Bilderbuch Samstag im Paradies von Helme Heine ist eine kindgerechte Darstellung der Schöpfung des Menschen. Erstveröffentlichung war im Jahr 1985.

## Handlung
Gott, ein Mann mit weißem Bart und gelben Hut, schuf in fünf Tagen die Welt: das Licht, den Himmel, Erde und Meer, die Pflanzen, Sterne und die Tiere. Am Samstag kamen die Menschen dran, die ihm ähneln sollten und deren Körperform sich aus den Aufgaben ergab, die Gott ihnen zugedachte: Füße etwa, um standhaft zu sein und den Kopf zum Denken. Anschließend schenkte Gott den Menschen das Paradies.

## Beschreibung
Während die ersten fünf Tage durch kleine Skizzen symbolisiert werden, handelt der erste Teil des Buches von der komplizierten Arbeit bei der Schöpfung des Menschen und zeigt ihn auf dem Feld und in seinem Atelier. Im zweiten Teil sieht man Adam und Eva im Paradies, das in fantasievollen Bildern die Vision eines harmonischen Zusammenlebens mit der Umwelt und den Tieren entwerfen. Der Mensch tritt nicht als Herrscher auf, sondern begreift sich als gleichwertig in dieser Welt.

## Kinderbücher derselben Thematik
Weitere Kinderbücher, in denen die Evolution behandelt werden, sind Am Anfang von Wolf Erlbruch und Bert Moyenart, William Steigs Gelb und rosa sowie Die Schöpfung von Friedrich Karl Waechter.